# 小行星22996
小行星22996（22996 De Boo）是一颗绕太阳运转的小行星，为主小行星带小行星。该小行星于1999年11月发现。

## 轨道参数
小行星22996的轨道半长轴为433 965 455 km，2.9008386 UA，离心率为0.061。